# Сантагата, Джулио
Джулио Сантагата (итал. Giulio Santagata; 1 октября 1949, Дзокка — 5 января 2024) — итальянский политик, министр актуализации программы правительства (2006—2008).

## Биография
Родился 1 октября 1949 года в Дзокке (провинция Модена, регион Эмилия-Романья). Получил высшее образование в области экономики и торговли, работал в администрации региона Эмилия-Романья, курируя вопросы бюджета и планирования. Выступал консультантом различных государственных и частных компаний, являлся экономическим советником Романо Проди — сначала в его первом правительстве в 1996 году, затем в Европейской комиссии. Став надёжным соратником Романо Проди, Сантагата участвовал в деятельности коалиции Олива с 1995 года до выборов 2006 года. В феврале 2005 года основал и возглавил в Болонье «Фабрику программы» (Fabbrica del Programma), инновационный эксперимент в сфере политической коммуникации. В рамках деятельности этого аналитического центра был сделан определённый вклад в выработку программы коалиции «Союз», официально представленной в Риме 25 февраля 2006 года. В сентябре 2005 года курировал избирательную кампанию Романо Проди на праймериз 16 октября 2005 года, позже организовал и возглавил избирательную кампанию кандидата в лидеры коалиции «Союз» на выборах в апреле 2006 года. С 2001 года состоял в Палате депутатов Италии, входил в VI постоянную комиссию — парламентскую комиссию по надзору за налоговым реестром. На второй срок был избран по спискам партии во 2-м округе Лацио.
С 17 мая 2006 по 8 мая 2008 года занимал должность министра без портфеля по вопросам актуализации программы во втором правительстве Проди.
В 2013 году истёк последний депутатский мандат Сантагаты.
14 декабря 2017 года провозглашено создание блока «Вместе», в который наряду с социалистами и зелёными вошли оставившие ДП сторонники Проди во главе с Джулио Сантагатой (их объединение получило наименование Area Civica — «Гражданский ареал» или «Гражданская область»). На выборы 2018 года блок пошёл в составе левоцентристской коалиции вместе с Демократической партией. По итогам голосования блок «Вместе» заручился поддержкой 190 601 избирателей (0,58 %) на выборах в Палату депутатов и 163 454 (0,54 %) на выборах в Сенат, не получив ни одного места в парламенте.
Скончался 5 января 2024 года на 75-м году жизни.